# Krystian Zimerman
Krystian Zimerman (født 5. december 1956 i Zabrze) er en polsk klassisk pianist.

## Historie
Han studerede på Karol Szymanowski Musikkonservatorium i Katowice under Andrzej Jasiński. Hans karriere tog fart, da han vandt den prestigefyldte Frédéric Chopin Internationale Pianokonkurrence i Warszawa i 1975. I 1976 spillede han med Berliner Philharmonikerne i Berlin under ledelse af Herbert Blomstedt. I 1979 debuterede han i USA, da han spillede sammen med New York Philharmonic.
Zimerman giver koncerter i mange lande, og bredt anerkendt som en af nutidens førende pianister. Han har indspillet flere album, og har udført et omfattende koncertarbejde. Han er bedst kendt for sin fortolkning af romantikkens musik, men han spiller også nutidige værker, såsom premieren på Witold Lutosławskis Piano Concerto, et værk komponisten skrev til Zimerman. Siden 1996 har han undervist på Academy of Music i Basel.
Zimerman er gift, og har to børn. Han har igennem en længere årrække været bosat i Basel i Schweiz. 

## Udvalgte priser og anerkendelser
- 1994 – Léonie Sonnings Musikpris
- 2005 - Æresdoktorgrad ved Akademia Muzyczna im. Karola Szymanowskiego i Katowice
- 2010 - den polske Gloria Artis-medaljen
- 2013 - Ordenen Polonia Restituta
- 2015 - Æresdoktorgrad ved Uniwersytet Muzyczny Fryderyka i Warszawa